# Arron Davies
Arron Rhys Davies (Cardiff, Gales, 22 de junio de 1984), futbolista galés. Juega de volante y su actual equipo es el Exeter City de Inglaterra. 

## Selección nacional
Ha sido internacional con la Selección de fútbol de Gales, ha jugado 1 partido internacional.

## Clubes
| Club                 | País       | Año       |
| -------------------- | ---------- | --------- |
| Barnsley FC          | Inglaterra | 2004      |
| Yeovil Town          | Inglaterra | 2004-2007 |
| Nottingham Forest    | Inglaterra | 2007-2009 |
| Brighton Hove Albion | Inglaterra | 2009      |
| Yeovil Town          | Inglaterra | 2010      |
| Peterborough United  | Inglaterra | 2010-2011 |
| Northampton Town     | Inglaterra | 2011-2012 |
| Exeter City          | Inglaterra | 2012-     |